# 칩스앤미디어
주식회사 칩스앤미디어(영어: Chips&Media)는 비디오 인코딩 및 디코딩(비디오 코덱)과 이미지 처리를 위한 시스템 온칩(SOC) 기술과 같은 집적회로(일반적으로 "칩"이라고 함)의 지적 재산권을 제공하는 기업으로, 대한민국 서울특별시에 본사를 두고 있다.

## 제품
칩스앤미디어는 2003년부터 비디오 기술을 개발해 왔다. 이 회사의 비디오 반도체 지적 재산 코어(IP 코어)는 MPEG-2, MPEG-4, H.263, H.264/AVC, VC-1, RealVideo, AVS, MVC, VP8, AVS, AVS2, HEVC(H.265), VP9와 같은 비디오 코딩 형식을 지원한다. 이 회사의 기술은 프레스케일, VIA, 리얼텍 및 노바텍, Innofidei, 텔레칩스 등의 라이선스 업체에서 사용되고 있다.

### 내용주
1. ↑  주관사를 한국투자증권으로 공모가 10,500원에 상장